# Amphibamidae
De Amphibamidae zijn een familie van uitgestorven temnospondyle Batrachomorpha (basale 'amfibieën') uit de superfamilie Dissorophoidea, die bekend zijn uit lagen van het Laat-Carboon en Vroeg-Perm in de Verenigde Staten.

## Classificatie
De Amphibamidae omvatten van oudsher kleine, landbewonende dissorophoïden. De naam wordt toegeschreven aan Moodie (1909), maar werd zelden gebruikt, omdat het oorspronkelijk alleen naar Amphibamus verwees. Soortgelijke families werden ook benoemd voor andere kleine, terrestrische dissorophoïden (bijvoorbeeld Doleserpetontidae) en de meeste taxa die nu worden erkend als amfibamiformen, werden binnen de Dissorophidae geplaatst.
Clack & Milner (1993) hebben de Amphibamidae nieuw leven ingeblazen met Amphibamus, Platyrhinops, Doleserpeton en Tersomius. Daly (1994) breidde de samenstelling van de Amphibamidae verder uit met de nieuw benoemde Eoscopus en de vroege Trias-vorm Micropholis. Ze suggereerde dat de micromelerpetiden ook amphibamiden waren, wat niet is bevestigd door recentere deskundigen. Daaropvolgend fylogenetisch werk bevestigde de monofylie van de Amphibamidae, met recente analyses die ook de Branchiosauridae deden herleven, die binnen de Amfibamidae waren genesteld.
Schoch (2018) richtte de nieuwe clade Amphibamiformes op om de traditionele Amfibamidae en de geneste Branchiosauridae op te nemen en beperkte vervolgens de Amphibamidae tot twee taxa: Doleserpeton annectens van de Dolese Brothers Limestone Quarry nabij Richards Spur, Oklahoma en Amphibamus grandiceps van Mazon Creek, Illinois. Deze taxa worden verenigd door verschillende kenmerken, zoals een naar binnen uitgebreide choana.